# هدر معمولی
هدر معمولی (Kallyno) تنها گونه از سرده Calluna در گیاهان گل‌دار خلنگیان است.